# 山階宮晃親王
山階宮晃親王（やましなのみや あきらしんのう、文化13年9月2日〈1816年10月22日〉- 明治31年〈1898年〉2月17日）は、日本の皇族。伏見宮邦家親王の第1王子。光格上皇の猶子であった際は勧修寺宮済範親王を名乗った。二品。
平安時代以降の男性皇族では珍しい1文字名である。

## 経歴
文化13年（1816年）に誕生、幼名は静宮（しずのみや）。初名は清保（きよやす）。理由不明だが皇統譜上では祖父である伏見宮貞敬親王の第八王子とされている。
文化14年（1817年）、京都山科の門跡寺院・勧修寺を相続した。光格上皇の猶子となり、文政6年に親王宣下。文政7年（1824年）に出家し、済範（さいはん）入道親王と称した。天保12年（1841年）10月8日、二歳年下の叔母（系譜上は妹）の幾佐宮隆子女王と出奔。明石・姫路方面へ行った後、京に戻るが、仁孝天皇が激怒し、天保13年（1842年）7月22日に光格天皇養子・二品親王・勧修寺門跡の地位が停止され、伏見宮家から追放された上、東寺での厳重籠居を命じられる。
安政3年（1856年）蟄居が解かれ、安政5年5月に勧修寺に戻り、氷室殿と称する。
文久3年（1863年）、島津久光・松平容保・徳川慶喜ら公武合体派が、時勢への見識が高く、海外情勢にも関心が高いとされた親王を政治に参画させるべく、還俗を孝明天皇に願い出る。親王の還俗には朝廷内で反対が多く、父・仁孝天皇が罰した者を許すことに孝明天皇も反対だったが、幕府や大藩に押し切られ、文久4年1月9日に還俗を許され伏見宮に復し、同月17日山階宮の宮号を賜った。同月27日、孝明天皇の猶子となり親王宣下を受け、翌日に国事御用掛に任ぜられる。
その後、島津久光と手を結び、一会桑政権と対立。慶応2年（1866年）8月30日に大原重徳ら対幕府強硬派公卿22名が行った参内に加担したとみられ、国事御用掛を罷免、蟄居を命じられる。しかし孝明天皇崩御後の慶応3年（1867年）3月29日には処分を解かれた。
明治維新後、慶応4年（1868年）1月17日、議定・外国事務総督に就く。2月20日に外国事務局督と名称が変わり、明治政府の外交トップとなる。その直前に発生した堺事件の後始末のため、フランス艦に謝罪に赴いている。閏4月21日に議定・外国事務局督を辞任。
1886年（明治19年）に大勲位菊花大綬章を受けている。1890年（明治23年）2月、貴族院皇族議員に就任。1898年（明治31年）2月17日、83歳で薨去した。
茶の湯を嗜み、自作の竹花入などが複数現存している。
親王は自分の葬儀を帰依していた仏教式で行うよう遺言を残していたが、明治維新以降の皇室の葬祭は古式に基づくもので仏教式で行うのは混乱を招くとする政府は拒絶。しかし葬儀以外は遺志に従って構わないとし、2月25日に自宅で神葬祭が行われ、墓は泉涌寺雲龍院に建てられた。
王子に菊麿王がいる。菊麿王は親王の後を継ぎ山階宮第2代となる。

## 栄典
勲章等
| 受章年                     | 略綬 | 勲章名                   | 備考 |
| -------------------------- | ---- | ------------------------ | ---- |
| 1875年（明治8年）12月31日  |      | 勲一等旭日大綬章         |      |
| 1886年（明治19年）12月29日 |      | 大勲位菊花大綬章         |      |
| 1889年（明治22年）11月29日 |      | 大日本帝国憲法発布記念章 |      |
| 1890年（明治23年）5月22日  |      | 日本赤十字社名誉社員章   |      |

## 血縁
- 父母：伏見宮邦家親王 - 妃鷹司景子 - （実母）女房藤木寿子
- 兄弟：晃親王 - 嘉言親王 - 譲仁親王 - 朝彦親王 - 男子 - 貞教親王 - 男子 - 彰仁親王 - 能久親王 - 男子 - 男子 - 博経親王 - 智成親王 - 貞愛親王 - 清棲家教 - 載仁親王 - 依仁親王（女子省略）
- 妻：中條千枝子（家女房）
- 子：定麿王（養子） - 菊麿王